# 夏のお嬢さん
「夏のお嬢さん」（なつのおじょうさん）は、1978年7月1日に発売された榊原郁恵の7枚目のシングル。

## 解説
- TBS系『ザ・ベストテン』では、1978年8月10日に第10位で初登場した。同年8月24日・8月31日には最高5位まで上昇、9月14日まで合計6週間ランクインされる。なお、榊原の同番組出演は本作が最初で最後となった。
- 文化放送『決定!全日本歌謡選抜』ではピンク・レディー「モンスター」を抑えて、8月第4週に1位になった。『日本テレビ音楽祭』ではデビュー2年目に活躍した歌手に贈られる「金の鳩賞」を受賞した。同年末の『第29回NHK紅白歌合戦』にも、本作で初出場を果たした。
- 歌詞の「アイスクリーム ユースクリーム」は「I scream, you scream.（私は叫ぶ、貴方も叫ぶ）」に引っ掛けた駄洒落であり、1927年のアメリカの流行歌 I Scream, You Scream, We All Scream for Ice Creamに由来する。
- TBS系『爆報! THE フライデー』2018年12月21日放送分（榊原が同日のメインゲスト）にて「夏のお嬢さん」についての秘話が取り上げられた[2]。

## 収録曲
- 全曲作曲：佐々木勉／編曲：小六禮次郎

### Side:A
1. 夏のお嬢さん
作詞：笠間ジュン

### Side:B
1. 9月になれば
作詞：佐々木勉

## カバー
- 八木田麻衣 - 1996年発売のシングル「恋のトレモロマジックダーリン」に収録。
- 橘杏（木村亜希子） - 2005年発売のシングル「夏のお嬢さん」に収録。
- カバーソング・ドールズ - 2007年発売のアルバム『CoverSongDolls』に収録。
- 中澤優子 - 2007年発売のシングル「夏のお嬢さん」に収録。
- 二階堂和美 - 2008年発売のアルバム『ニカセトラ』に収録。
- 怒髪天 - 2010年発売のシングル「真夏のキリギリス」に収録。
- ニンフ（野水伊織） - 2010年発売のアルバム『そらのおとしものフォルテ “今年も”エンディング・テーマ・コレクション』に収録。
- 沼倉愛美、原由実、浅倉杏美 - 2012年発売のアルバム『THE IDOLM@STER STATION!!! Nouvelle Vague』に収録。
- PEACE! アイドリング!!! - 2014年発売のアルバム『GOLD EXPERIENCE』に収録。
- 桑田佳祐 - 2014年、7月11日と12日に行われた「SMBC presents 桑田佳祐のやさしい夜遊び～夏にサザンないの!? いいかげんに1000回!! ファンやめたるわ!! 生歌ライブ～」にて。
- ミスマリ - 2014年発売のシングル「アイツに夏」に収録。
- 澁谷果歩 - 2015年発売のシングル「夏のお嬢さん」に収録。
- 柏レイソル応援歌 - 2017年、クラブカラーのイエローにちなんだ替え歌がチームチャント（応援歌）になった[3]。
- SHOW-WA & MATSURI - 2025年発売のシングル「僕らの口笛」（通常盤 AVCD-61554）に収録。